# Doleschall Mihály Dienes
Doleschall Mihály Dienes (Besztercebánya, 1783. január 10. – Modor, 1846. október 6.) evangélikus lelkész.

## Élete
Doleschall Pál evangélikus lelkész unokája volt. Tanult szülővárosában, Selmecen és Pozsonyban; 1805. május 22-étől a wittenbergi egyetem hallgatója volt; 1807-ben miavai segédlelkész lett és 1808. január 28.-án pappá szenteltetett Pozsonyban. 1811-ben Vágújhelyre, 1829-ben Modorba hívták lelkésznek.

## Művei
- Die wichtigsten Schicksale der evangelischen Kirche in Ungarn vom Jahre 1520–1608. Leipzig, 1828. (Névtelenül. E munkát folytatta az 1681. évig, de a 30-as években a censurai viszonyok miatt ki nem adhatta. Kézirata az egyetemes ev. levéltárba került és Bauhoffer felhasználta munkájában.)
- Poswecenj wnowe skze Cýrkew ewang. a. w. národu slovenského w swobodném a král. meste Modre… Pozsony, 1835. (A modori templom fölszentelésének ünnepe, mely a nevezett gyülekezet történetét is tárgyalja.)

Egy történeti cikke van a Pannoniában (1838. 68. sz.): Noch etwas über Elis. Báthori c.